# Sekwencje czterech spółgłosek w języku greckim
Sekwencje czterech spółgłosek w języku greckim – sekwencje czterech spółgłosek były w języku greckim (klasycznym) zjawiskiem rzadkim. Zachowało się tylko kilka wyrazów z sekwencją czterospógłoskową, do których należą np. θέλκτρον (czar, środek kojący) i κάμπτριον (zakręt). Nawet w nich jednak jako ostatnie dwie spółgłoski występować może wyłącznie grupa muta cum liquida. Dawne sekwencje czterech spółgłosek, w których występował spirant σ przekształciły się w toku rozwoju języka w  grupy trzyspółgłoskowe w ten sposób, że zanikła spółgłoska, która poprzedzała σ.